# Reprezentacja Estonii w piłce wodnej kobiet
Reprezentacja Estonii w piłce wodnej kobiet – zespół, biorący udział w imieniu Estonii w meczach i sportowych imprezach międzynarodowych w piłce wodnej, powoływany przez selekcjonera, w którym mogą występować wyłącznie zawodnicy posiadający obywatelstwo estońskie. Za jej funkcjonowanie odpowiedzialny jest Estoński Związek Pływacki (EUL), który jest członkiem Międzynarodowej Federacji Pływackiej.